# Haverei
Mit Haverei bezeichnet man in der Schifffahrt die vermögensrechtliche Abwicklung einer Havarie. Die Haverei ist von Bedeutung vor allem für das Seehandelsrecht, aber auch für die Binnenschifffahrt.

## Grundlagen
In Deutschland ist die Haverei für das Seehandelsrecht in den §§ 588 ff. des Handelsgesetzbuchs (HGB) geregelt, für die Binnenschifffahrt in den § 78 Binnenschiffahrtsgesetz (BinSchG) geregelt.
Eine Havarie kann eine Reihe von Folgeschäden nach sich ziehen, etwa durch Umweltbeeinträchtigungen oder Schadensersatzansprüche dritter Personen.
Für die Begutachtung zur Festlegung und Regulierung von Schäden kommt oft ein Havariekommissar oder Dispacheur zum Einsatz, der von der Reederei, von einem Versicherungsunternehmen oder vom Versender der Waren beauftragt wird, einen Schadensverteilungsplan oder Dispache zu erstellen. Eine hohe Bedeutung in dieser Hinsicht hat ferner die Frage, wer oder was die Havarie verursachte und wer für Schäden haftbar gemacht werden kann.
In der Praxis regeln die Vertragsparteien die möglichen Fälle der Haverei, insbesondere der Großen Haverei, häufig im Vorhinein vertraglich; hierzu wird häufig auf die sog. York-Antwerpener Regeln (engl.: York-Antwerp-Rules; kurz: YAR) Bezug genommen (am gebräuchlichsten sind derzeit noch die YAR 1994).

## Arten der Haverei
Unterschieden wurden im deutschen Seehandelsrecht in der Vergangenheit drei verschiedene Arten der Haverei, die große, die kleine sowie die besondere Haverei. Die kleine und die besondere Haverei wurden mit Inkrafttreten des Gesetzes zur Reform des Seehandelsrechts am 25. April 2013 aufgehoben, so dass seit dem 25. April 2013 nur noch Regelungen zur Großen Haverei existieren. Übergangsregelungen zu Tatbeständen, die davor eingetreten sind, sind in Art. 71 des Einführungsgesetzes zum Handelsgesetzbuch (EGHGB) festgelegt.

### Große Haverei
(= auch gemeinschaftliche Haverei oder Havarie grosse genannt; engl. general average, franz. avarie commune)
Befinden sich das Schiff oder die Passagiere in einer Gefahrensituation und entscheidet sich daraufhin der Kapitän, dem Schiff oder der Ladung vorsätzlich Schaden zuzufügen, um Schiff, Mannschaft und Ladung aus einer gemeinsamen Gefahr zu retten (§ 588 HGB n.F.), dann handelt es sich um eine Große Haverei. Voraussetzung ist die ganze oder teilweise Rettung des Schiffs und der Ladung. Für solche Kosten, die letztlich allen zugutekommen, da sie Schiff und Ladung im Großen und Ganzen retten, sollen dann Schiff, Ladung und Fracht gemeinsam aufkommen. Dies bedeutet im Umkehrschluss aber auch, dass die Große Haverei nicht zum Tragen kommt, wenn das Schiff und die restliche Ladung trotz dieser Maßnahmen dann dennoch nicht gerettet werden können. Grundidee ist also, dass Rettungsmaßnahmen, die allen zugutekommen, auch gemeinschaftlich bezahlt werden sollen, sofern nicht ohnehin der Schädiger diese Kosten zu erstatten hat.
Zu den Havereikosten gehören auch die sonstigen Aufwendungen, um Schiff und Ladung aus einer gemeinsamen Gefahr zu retten.
Im § 706 HGB a.F. wurden u. a. folgende Fälle der Großen Haverei genannt:
- Nr. 1: Überbordwerfen von Ladung (sog. Seewurf),
- Nr. 2: Leichtern von Ladung,
- Nr. 3: absichtliche Strandung des Schiffes,
- Nr. 5: Abwehr von Seeräubern.

Schäden an Ladung und Schiff gehören ebenso zu den Kosten der Haverei wie Aufwendungen des Reeders (z. B. bei einer Bergung oder Leichterung oder die Kosten für das Anlaufen eines Nothafens). Die Kosten werden von Schiff, Fracht und Ladung gemeinsam getragen (in Deutschland: §§ 591, 592 HGB n.F.). Die Anteile werden aus dem Wert des Schiffes, dem Wert der Ladung (auch der beschädigten oder untergegangenen) und der mit der Fahrt erzielten Fracht ermittelt.

### Kleine Haverei
Sämtliche Kosten der Seereise wie Lotsengelder, Hafengebühren, Leuchtfeuergeld, Schlepplöhne, Kosten für Quarantäne und Auseisung  etc., wurden nach § 621 HGB a.F. zu der Kleinen Haverei gerechnet.

### Besondere Haverei
(Particular Average)
Die Besondere Haverei umfasst alle durch einen Unfall verursachten Schäden (z. B. durch Schiffszusammenstoß, Strandung) und Kosten, die nicht zur Großen Haverei gehören und keine Nebenkosten zur Fracht darstellen. Die erläuternde Vorschrift war § 701 HGB a.F.
Wenn der Schädiger die Schäden und Kosten an der Ladung bzw. am Schiff nicht getragen hat, waren jeweils die Eigentümer zu ihren Teilen für den Aufwand verantwortlich. Dabei waren Schäden, die am Schiff entstanden sind, durch den Verfrachter zu tragen, Ladungsschäden durch die Befrachter.

## Binnenschifffahrt
Die Regelungen zur Haverei und zur Dispache im Bereich der Binnenschifffahrt finden sich in den § 78 des deutschen Binnenschifffahrtsgesetzes (BinSchG), die wiederum teilweise auf die entsprechenden Bestimmungen im Seehandelsrecht des deutschen Handelsgesetzbuches verweisen.

## Gerichtsbarkeit
Das Verfahren wird der freiwilligen Gerichtsbarkeit (§§ 402 ff. FamFG) zugeordnet.